# Prokupac
Prokupac – odmiana winorośli właściwej o ciemnej skórce, pochodząca z Serbii i charakterystyczna dla tamtejszego winiarstwa. 

## Charakterystyka

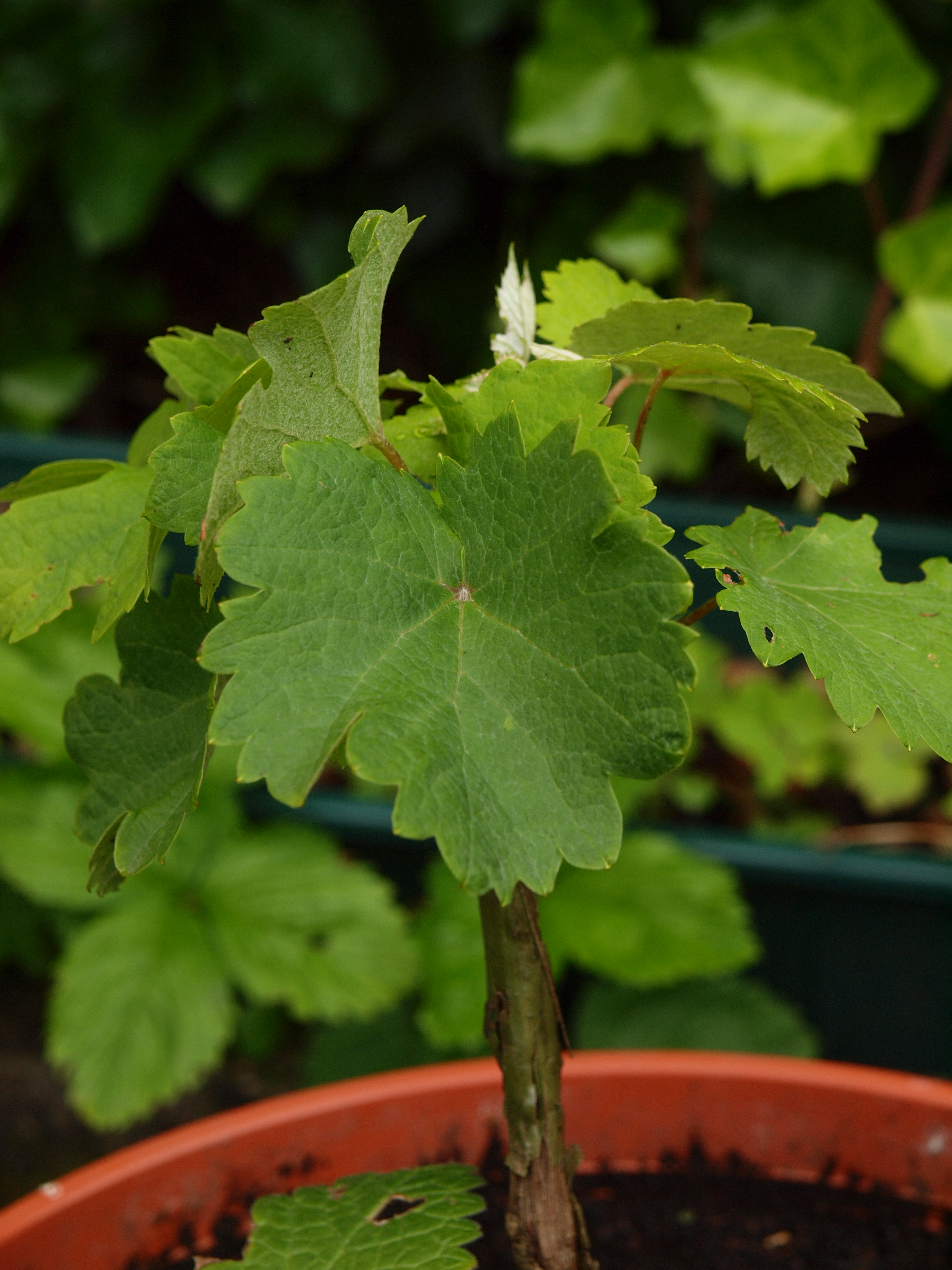
Liść odmiany prokupac

Odmiana na terenach Serbii była już uprawiana w średniowieczu i prawdopodobnie stamtąd pochodzi. Rośnie bujnie. Wymaga ochrony przed mączniakiem rzekomym. Jagody mają grube skórki i dojrzewają późno.

## Wina
Najpopularniejsza odmiana o ciemnej skórce w Serbii, zwłaszcza popularna na południu kraju do produkcji mocnych win czerwonych oraz w Kosowie. Wina nie wymagają długiego leżakowania i szybko nadają się do konsumpcji. Niektórzy producenci oferują cuvées z odmianami pinot noir i gamay. W handlu spotyka się również wina różowe z prokupaca o intensywnym kolorze.
Poza Serbią prokupac jest uprawiany w winnicach w Macedonii, Bułgarii i Rosji.

## Synonimy
Wśród synonimów pojawiają się: darčin, kameničarka, kamenilarka, majski čornii, negotinsko crno, nikodimka, niševka, prokupec, prokupka, rekavac, rskavac, skopsko crno, surac plavi, zarčin.
Na wyjaśnienie czeka stopień pokrewieństwa z uprawianą w Turcji odmianą papazkarasi